# Krzysztof Olendzki
Krzysztof Jan Olendzki (ur. 2 lipca 1963 w Bystrzycy Kłodzkiej) – polski historyk gospodarczy i dyplomata, ambasador tytularny, podsekretarz stanu w Ministerstwie Kultury i Dziedzictwa Narodowego (2006–2007), ambasador RP w Tunezji (2008–2012), dyrektor Instytutu Adama Mickiewicza (2016–2019), ambasador RP w Słowenii (2020–2024).

## Życiorys
W 1987 ukończył studia na Wydziale Historycznym Uniwersytetu Warszawskiego. Był doktorantem Instytutu Historycznego Polskiej Akademii Nauk, następnie Scuola Superiore di Studi Storici Uniwersytetu w San Marino, na którym w 1995 obronił pracę doktorską pt. La vendita del censo ed il peccato dell’usura (której promotorem był Michele Luzzati), nostryfikowaną następnie przez Radę Wydziału Historycznego UW. Uzyskał stypendium w Europejskim Instytucie Uniwersyteckim we Florencji. Opanował znajomość języków: angielskiego, włoskiego, francuskiego i rosyjskiego.
Pracował w Państwowym Wydawnictwie Naukowym (1987–1988), a w latach 1997–1999 w Wydawnictwie Naukowym PWN. Był redaktorem encyklopedii o Polsce w języku angielskim zatytułowanej Poland. An Encyclopedic Guide. Był asystentem naukowym w Archiwum Uniwersytetu Warszawskiego (1987–1988), zaś od 1992 asystentem oraz następnie adiunktem w Katedrze Historii Gospodarczej i Społecznej Szkoły Głównej Handlowej. W okresach 1996–1999 i 2001–2003 zajmował stanowisko zastępcy dyrektora Programu Studiów Europejskich prowadzonego wspólnie przez Szkołę Główną Handlową oraz Instytut Nauk Politycznych w Paryżu. W pracy naukowej specjalizował się w historii gospodarczej.
Od 1998 do 1999 pełnił funkcję radcy ministra w Departamencie Europy Zachodniej Ministerstwa Spraw Zagranicznych. Później przez dwa lata był wicedyrektorem Instytutu Polskiego i I sekretarzem Ambasady RP w Rzymie. W latach 2001–2004 zajmował stanowisko radcy-ministra, I sekretarza i radcy w Departamencie Strategii i Planowania Polityki Zagranicznej MSZ. W latach 2004–2006 pracował jako radca do spraw politycznych w Ambasadzie RP w Tallinnie. Od grudnia 2007 do września 2008 pełnił funkcję zastępcy dyrektora Departamentu Dyplomacji Publicznej i Kulturalnej MSZ.
Od 12 stycznia 2006 do 3 grudnia 2007 sprawował urząd podsekretarza stanu w Ministerstwie Kultury i Dziedzictwa Narodowego, od 19 stycznia 2007 był także pełnomocnikiem rządu ds. organizacji międzynarodowej wystawy EXPO 2012 we Wrocławiu.
20 sierpnia 2008 został mianowany ambasadorem RP w Tunezji. Misję tę zakończył 31 stycznia 2012. W okresie od marca 2012 do września 2014 w MSZ pełnił kolejno funkcje: wicedyrektora Departamentu Pomocy Rozwojowej, wicedyrektora, następnie dyrektora Departamentu Afryki i Bliskiego Wschodu oraz wicedyrektora Biura Infrastruktury MSZ. 22 września 2014 został konsulem generalnym RP w Vancouver.
We wrześniu 2016 został powołany na dyrektora Instytutu Adama Mickiewicza. Funkcję tę sprawował do września 2019, po czym powrócił do MSZ. W marcu 2020 otrzymał nominację na ambasadora RP w Słowenii, placówkę objął w kwietniu tego samego roku. Urzędowanie zakończył w 2024.

## Życie prywatne
Żonaty z Joanną Olendzką, z którą ma trzech synów: Jana, Antoniego i Wiktora.

## Odznaczenia
W 2012, za wybitne zasługi w służbie zagranicznej, za osiągnięcia w podejmowanej z pożytkiem dla kraju pracy zawodowej i działalności dyplomatycznej, odznaczony Krzyżem Kawalerskim Orderu Odrodzenia Polski. W tym samym roku odznaczony także tunezyjskim Krzyżem Komandorskim Orderu Republiki.

## Publikacje książkowe
- Edyta Banaszkiewicz-Zygmunt, Krzysztof Olendzki (red.), Poland: an encyclopedic guide, Warszawa: Wydawnictwo Naukowe PWN, 2000, s. 978, ISBN 83-01-13264-7.